# The Railrodder

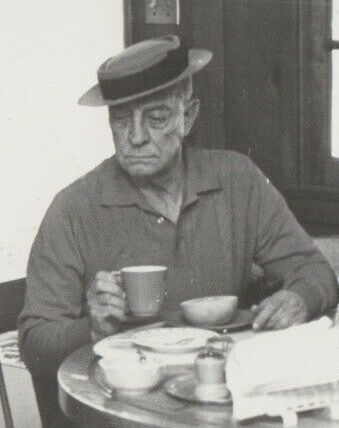
Buster Keaton en 1965

The Railrodder, traducido al español como El ferroviario, es un cortometraje documental estrenado en 1965, protagonizado por Buster Keaton en uno de sus últimos papeles cinematográficos, dirigido por Gerald Potterton y producido por la National Film Board of Canada (NFB). Esta comedia de 25 minutos fue la última película muda de Keaton, ya que la película no contiene diálogos y todos los efectos de sonido fueron añadidos en postproducción.

## Producción
El Railrodder estuvo producido por la National Film Board of Canada y su rodaje terminó en 1964. Se hizo un making-of, estrenado posteriormente con el título "Buster Keaton Rides Again", contiene la única grabación  conocida de Keaton trabajando detrás de las cámaras.
La película fue rodada con la cooperación de la Canadian National Railway, ya que durante la filamción se usaron las vías de Canadian Pacific Railway, Great Northern Railway y la Pacific Great Eastern Railway. Dicha cooperación de los ferrocarriles canadienses fue reconocida en los créditos finales de la película. Durante el rodaje de The Railrodder, Keaton celebró su 69 cumpleaños. 

### Buster Keaton Rides Again
Simultáneamente con la producción de The Railrodder, la NFB rodó el documental Buster Keaton Rides Again, que combina imágenes detrás las cámaras durante el otoño de 1964, filmado en blanco y negro y con una duración de 55 minutosa a diferencia del propio cortometraje, rodado acolor y más de la mitad de lo que dura . Incluye, además imágenes retrospectivas de la carrera de Keaton en Hollywood. Keaton y el director Gerald Potterton, discutieron varias veces acerca de varias escenas arriesgadas de la película preocupado por la seguridad de su protagonista.  

## Recepción y legado
La motivación tras la realización del cortometraje con Buster Keaton como protagonista fue porque "los críticos estaban redescubriendolo y alabando efusivamete sus grandes comedias mudas de los años 20." Fue producido principalmente como un telefilme en la cadena CBC, pero tras su emisión la película estuvo hecha disponible en formato película de 16 mm en escuelas, bibliotecas y otras instituciones interesadas. La película también estuvo disponible filmotecas de autoridades provinciales y en las universitarias.

## Premios
- Festival de Cine Turístico y Folclórico, Bruselas: Premio Femina para el cine, 1966
- 18º Canadian Film Awards, Montreal: mejor película de viajes y recreación, 1966[2]

- Berlin International Film Festival, Berlin: mención especial, 1965[9]
- BFI London Film Festival, London: Outstanding Film of the Year, 1966[10]
- Locarno Film Festival, Locarno, Switzerland: Diploma of Honor, 1966
- Philadelphia International Festival of Short Films, Filadelfia: Premio al Mérito Excepcional, 1971

## Disponibilidad
Tanto The Railrodder como Buster Keaton Rides Again están disponibles en streaming la web del National Film Board of Canada y en el canal de Youtube de la institución.